# Строшинці
Строшинці (хорв. Strošinci) — населений пункт у Хорватії, в Вуковарсько-Сремській жупанії у складі громади Врбаня.

## Населення
Населення за даними перепису 2011 року становило 492 осіб.
Динаміка чисельності населення поселення:

## Клімат
Середня річна температура становить 11,29 °C, середня максимальна – 25,59 °C, а середня мінімальна – -5,73 °C. Середня річна кількість опадів – 734 мм.
| Клімат поселення                              | Клімат поселення | Клімат поселення | Клімат поселення | Клімат поселення | Клімат поселення | Клімат поселення | Клімат поселення | Клімат поселення | Клімат поселення | Клімат поселення | Клімат поселення | Клімат поселення | Клімат поселення |
| Показник                                      | Січ.             | Лют.             | Бер.             | Квіт.            | Трав.            | Черв.            | Лип.             | Серп.            | Вер.             | Жовт.            | Лист.            | Груд.            |                  |
| Середній максимум, °C                         | 6,10             | 8,20             | 12,70            | 17,40            | 22,69            | 25,59            | 25,50            | 25,10            | 21,19            | 15,75            | 9,82             | 6,01             |                  |
| Середня температура, °C                       | 0,18             | 2,30             | 6,80             | 11,50            | 16,77            | 19,69            | 21,30            | 20,90            | 17,00            | 11,59            | 5,64             | 1,83             |                  |
| Середній мінімум, °C                          | −5,73            | −3,62            | 0,90             | 5,60             | 10,86            | 13,78            | 17,11            | 16,74            | 12,82            | 7,40             | 1,46             | −2,36            |                  |
| Норма опадів, мм                              | 47               | 42               | 45               | 58               | 69               | 97               | 75               | 66               | 55               | 58               | 66               | 56               |                  |
| Середньомісячна швидкість вітру, м/с          | 1.81             | 2.09             | 2.50             | 2.40             | 2.14             | 2.00             | 2.00             | 1.80             | 1.70             | 1.82             | 1.90             | 1.89             |                  |
| Середньомісячна сонячна радіація, кДж/м²·день | 4447             | 7243             | 11290            | 15680            | 19158            | 21355            | 22532            | 20544            | 15247            | 9705             | 5050             | 3717             |                  |
| --------------------------------------------- | ---------------- | ---------------- | ---------------- | ---------------- | ---------------- | ---------------- | ---------------- | ---------------- | ---------------- | ---------------- | ---------------- | ---------------- | ---------------- |
| Джерело:                                      |                  |                  |                  |                  |                  |                  |                  |                  |                  |                  |                  |                  |                  |